# Дюссельдорф (аэропорт)
Аэропорт Дюссельдорф (нем. Flughafen Düsseldorf, официальное название — Düsseldorf Airport; ИАТА: DUS, ИКАО: EDDL) — гражданский международный аэропорт, расположенный в 7 км от центра Дюссельдорфа, столицы федеральной земли Северный Рейн-Вестфалия (Германия).
Находящийся на территории Рейнско-Рурского региона и неподалёку от юго-западной границы Рурской области, аэропорт является третьим по величине в Германии (после Мюнхена и Франкфурта-на-Майне). В 2013 году пассажиропоток аэропорта превысил 21,2 миллиона человек. Он является домашним аэропортом авиакомпании Eurowings.

## История
С 1902 года в Дюссельдорфе действовала секция «Нижнерейнского общества воздухоплавания» (нем. Niederrheinische Verein für Luftschiffahrt), организовавшая полёты на четырёх воздушных шарах объёмом от 650 до 2200 м³. Тем не менее стартовым толчком к развитию авиации в городе стало приземление 19 сентября 1909 года на гольцхаймской пустоши (нем. Golzheimer Heide) первого экспериментального гражданского дирижабля Zeppelin Z 3 (LZ 6). Вдохновлённые открывающимися перспективами, представители города во главе с обербургомистром Вильгельмом Марксом не только приобрели акции первой в мире авиакомпании DELAG на сумму свыше четверти миллиона рейхсмарок, но и организовали на пустоши строительство ангара для дирижаблей размером 160x25x24 метра. С 1910 года в Дюссельдорфе разместились цеппелины LZ 7 «Германия», LZ 8 «Германия II», LZ 10 «Швабия» и LZ 11 «Виктория-Луиза», а также дирижабль типа «Парсеваль» PL 12 Charlotte. В 1913 году инженер Альберт Феех использовал ангар для постройки своего полужёсткого дирижабля «Veeh 1».
Параллельно продолжалась популяризация авиации в городе. 5 — 8 мая 1910 года графенбергском ипподроме прошёл первый городской авиационный чемпионат, несмотря на плохую погоду привлёкший десятки тысяч зрителей. В ноябре и декабре 1911 года во выставочном центре «Кунстпаласт» прошла выставка, посвящённая авиации и её перспективам.
Растущая популярность авиации привёла к тому, что посадочная площадка на гольцхаймской пустоши не могла справиться с потоком желающих. В связи с этим было решено использовать территорию учебного полигона, расположенного на севере города, между Лёхаузеном и Унтерратом. Первый дюссельдорфский пилот Йонаннес Шааф получил лётные права в 1911 году, а год спустя основал в Лёхаузене первую лётную школу. В 1913 году туда были перенесены некоторые здания и ангары, сохранившиеся ещё с выставки 1911 года. Город поддерживал как пилотов всех видов авиации, так и связанные с ней предприятия. Параллельно по приказу военной администрации возле лётного поля в дополнение к уже существовавшим зданиям были построены ещё один ангар, пилотская казарма и газовый завод. Ещё один ангар был построен по заказу города в 1914 году.
После начала Первой мировой войны всё лётное поле и прилегающие сооружения были конфискованы армией. В Дюссельдорфе размещалась воздухоплавательная часть (нем. Luftschifferabtelung) имперских военно-воздушных сил Германии, а с 1917 году там же была размещена и эскадрилья истребителей. При авианалёте RNAS 8 октября 1914 года был уничтожен один из ангаров вместе с закреплённым в нём дирижаблем Z IX (LZ 25). В конце войны Дюссельдорф и вся Рейнская область были оккупированы французскими войсками. Оставшиеся ангары были демонтированы, а любое авиасообщение на оккупированной территории как во время, так и после войны было запрещено.
Для присоединения города к появляющейся сети авиаперевозок Дюссельдорф приобрёл на 200 тысяч рентных марок акции LURAG — одной из гражданских многочисленных авиакомпаний, входивших в концерн Junkers Luftverkehr AG. Была организована автомобильная служба доставки пассажиров в аэропорт Дорстена, лежавший за пределами оккупированной области и потому не попавший в бесполётную зону. После окончания рурского конфликта и подписания заинтересованными сторонами плана Дауэса, оккупация региона Францией завершилась. В августе 1925 года оккупационная администрация передала пришедший в запустение участок городу. 14 и 15 сентября город и коммунальное транспортное предприятие Rheinische Bahngesellschaft AG провели посвящённый освобождению авиационный чемпионат. Началось планирование восстановления и расширения аэропорта. С конца сентября 1925 года было организовано регулярное авиасообщение. В 1926 году LURAG перевела свои рейсы в аэропорт Эссен-Мюльхайм, а в Дюссельдорфе началось строительство так называемого «аварийного аэродрома» (нем. Notlandeplatz) — вопрос о статусе аэропорта на тот момент всё ещё оставался открытым.
Стремясь обеспечить своё влияние на принятие решений о планировании маршрутизаторов, Дюссельдорф приобрёл на 270 тысяч рентных марок акции второй крупной немецкой авиакомпании Aero Lloyd, что позволило городу после её объединения с Junkers Luftverkehr AG получить долю в 550 тысяч рейхсмарок в новообразованной Luft Hansa AG. Продолжались работы в аэропорту — его территория была выровнена, увеличена и ограждена, а здание казармы перестроено в терминал. 1 апреля 1927 года был подписан договор об аренде аэропорта Rheinische Bahngesellschaft AG за 13 800 рейхсмарок в год. 19 апреля 1927 года состоялось торжественное открытие аэропорта.
После открытия Дюссельдорф не получил статуса аэропорта (нем. Flughafen). Вместо этого он стал «транспортным аэродромом» (нем. Verkehrslandeplatz) с тремя регулярными маршрутами — в Кёльн, Эссен и Дортмунд. Для управления аэропортом было создано эксплуатационное объединение Düsseldorfer Flughafenbetriebsgesellschaft mbH (DFG), 75 % которого принадлежали городу, а оставшаяся четверть — Rheinische Bahngesellschaft AG. Несмотря на тяжёлую экономическую ситуацию в стране до конца 1927 года в Дюссельдорфе были выполнены 900 взлётов и посадок, перевезены 1620 пассажиров, 12 тонн груза и 8,8 тонн почты. В 29 апреля 1929 году открылся первый международный маршрут из Дюссельдорфа — бельгийская авиакомпания Sabena начала полёты по маршруту Брюссель — Антверпен — Дюссельдорф — Гамбург, для чего в аэропорту было открыто отделение таможни. В 1929 году деревня Лёхаузен вместе с прилегающей территорией, на которой был расположен аэропорт, вошла в состав города Дюссельдорф. После того, как в 1931 году было установлено освещение, позволившее выполнять взлёты и посадки и в ночное время, в 1932 году Дюссельдорф наконец получил статус аэропорта второго класса. В том же году Luft Hansa открыла новые рейсы на Боркум и Нордернай, а Sabena — рейс Брюссель — Дюссельдорф — Берлин. Увеличение размеров и веса самолётов привело к расширению и укреплению перрона в 1933 году.
После прихода к власти НСДАП ситуация в аэропорту изменилась. Под давлением новых властей Rheinische Bahngesellschaft AG была вынуждена выйти из состава акционеров DFG и передать свою долю городу. С 1934 года было усилено движение на маршруте Дюссельдорф — Берлин, где стали использоваться самолёты Junkers Ju 52. Значительно выросло количество спецрейсов. Национал-социалистический авиакорпус и Немецкая ассоциация воздушного спорта проводили активное обучение пилотов и широко использовали аэропорт для учебных вылетов. Параллельно полностью изменился характер застройки гольцхаймской пустоши. Была инициирована её активная застройка — после 1936 года были построены город-сад Штокум, жилой массив для сотрудников Rheinbahn в Кайзерверте и более 300 единиц жилья в Унтерате. Наряду с этим активно шла и поддерживаемая многочисленными программами субсидирования частная застройка. Спустя годы тесная застройка прилежащих районов отрицательно скажется на перспективах развития аэропорта.
В 1937 году пассажирооборот в аэропорту достиг своего пика. Были выполнены свыше 4 000 взлётов и посадок, перевезены около 17 тысяч пассажиров, 120 тонн груза и 41 тонна почты. Однако в 1938 году командование Люфтваффе потребовало передачи всего аэропорта под военное командование. Город предложил в качестве альтернативы начать строительство нового гражданского аэропорта на севере Линторфа. Однако эти планы не получили реализации — 1 сентября 1939 года началась Вторая мировая война.
Современный комплекс зданий аэропорта, построенный по проекту архитектурного бюро Sop Architekten, введен в эксплуатацию в 2001 году.
Начиная с 2024 года аэропорт отказался от раздельного сбора мусора, мотивируя это тем, что многие пассажиры выкидывают мусор не глядя, в первый попавшийся контейнер, — и не желая оплачивать штрафы за несортированные отходы или же заниматься их сортировкой. Это первый подобный случай в Германии и вообще в Европе.

## Авиакомпании и направления

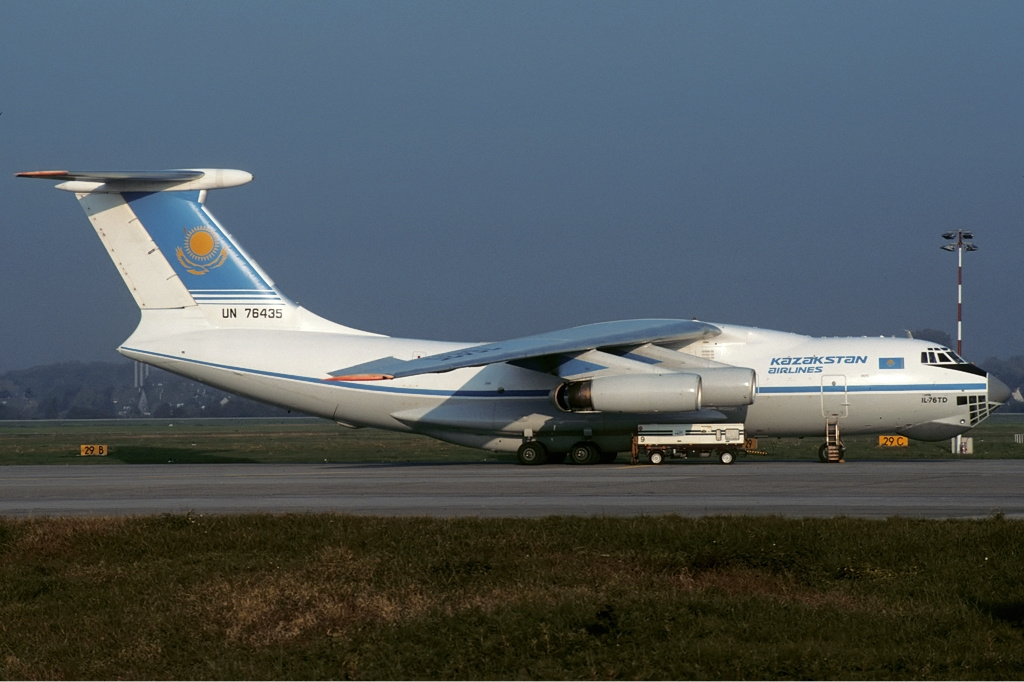
Ил-76 авиакомпании Kazakhstan Airlines в аэропорту Дюссельдорфа, 1994 год

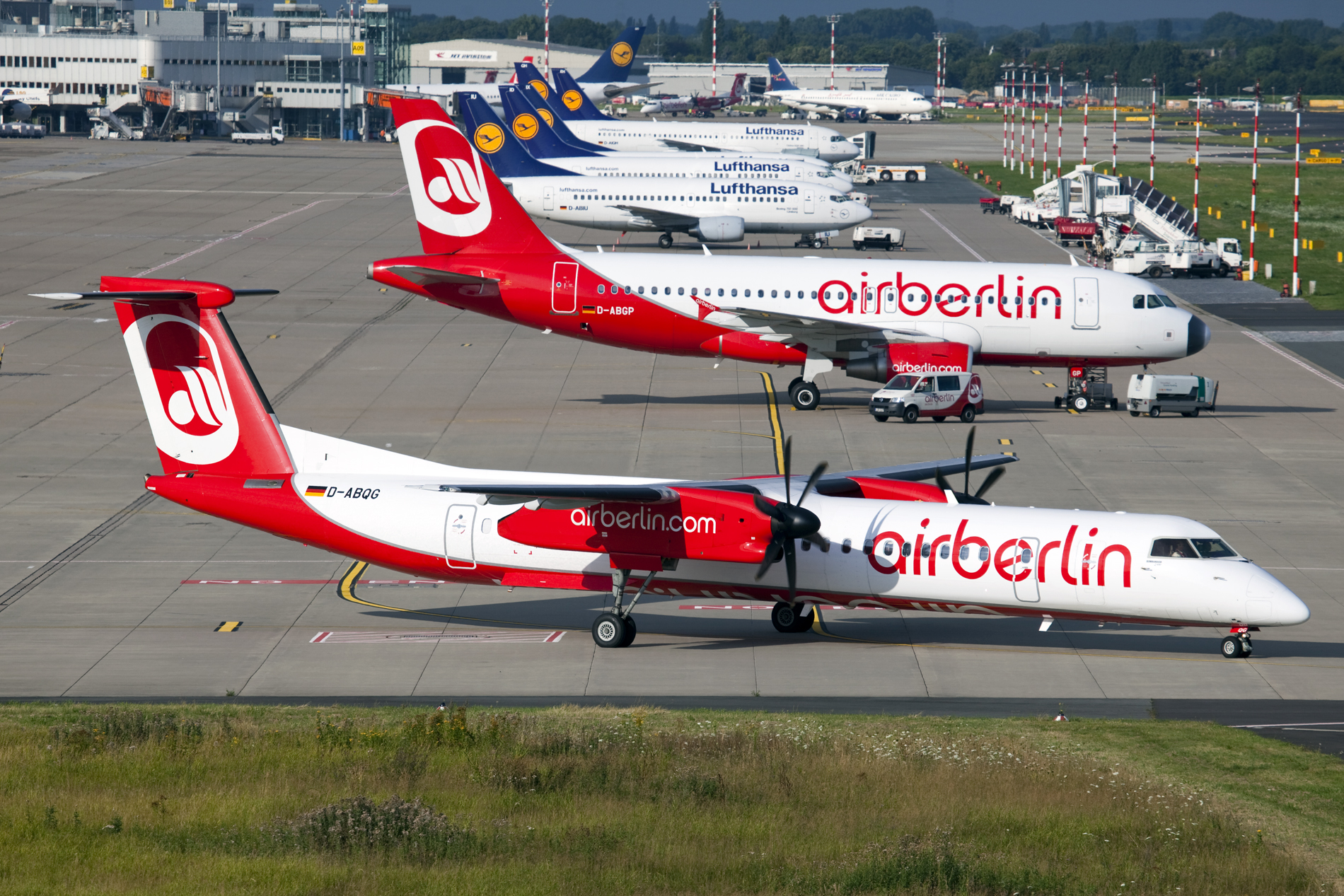
Bombardier Dash 8 и Airbus A320 Air Berlin в аэропорту Дюссельдорфа

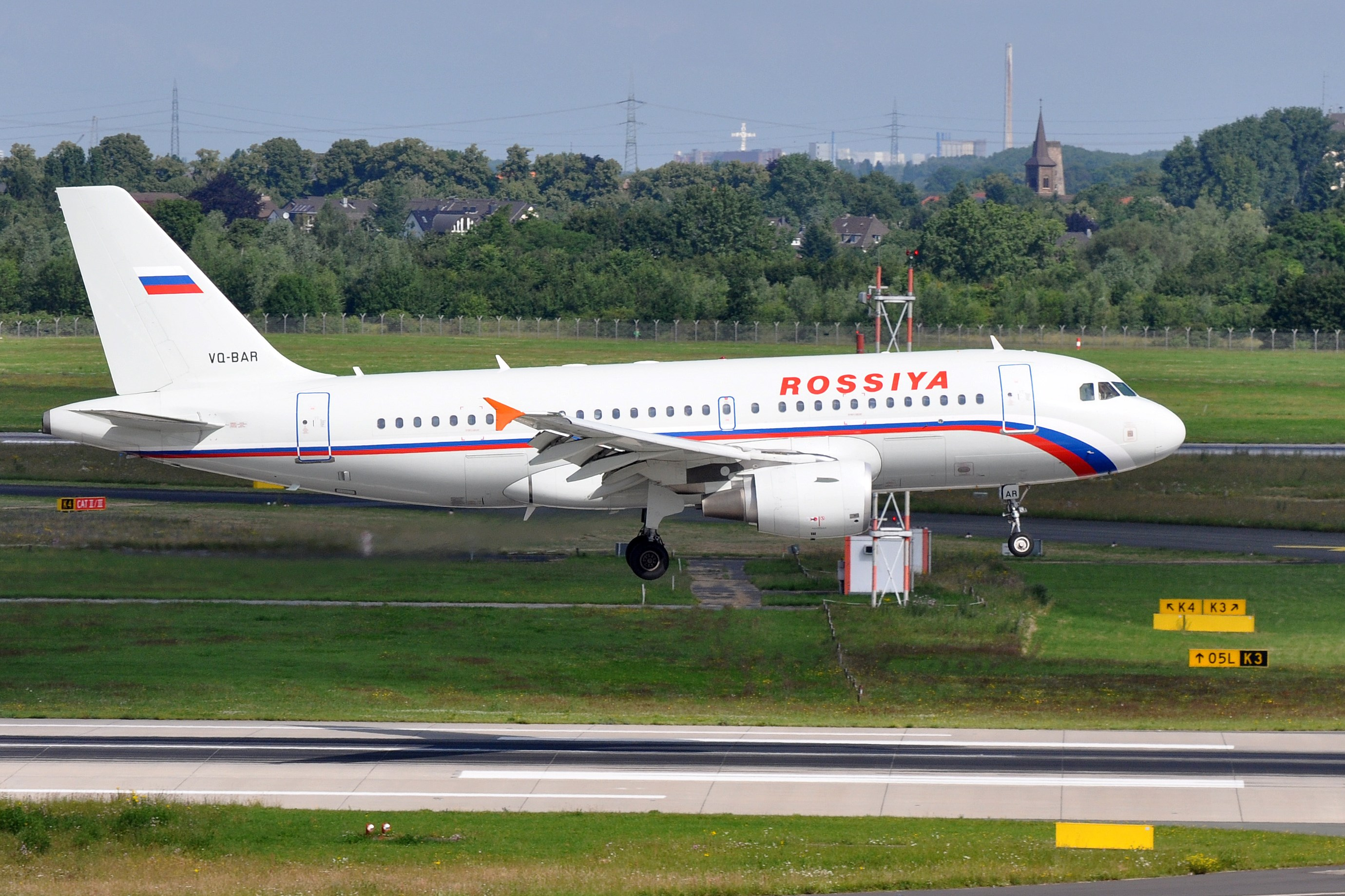
Airbus A319 авиакомпании «Россия» приземляется в Дюссельдорфе

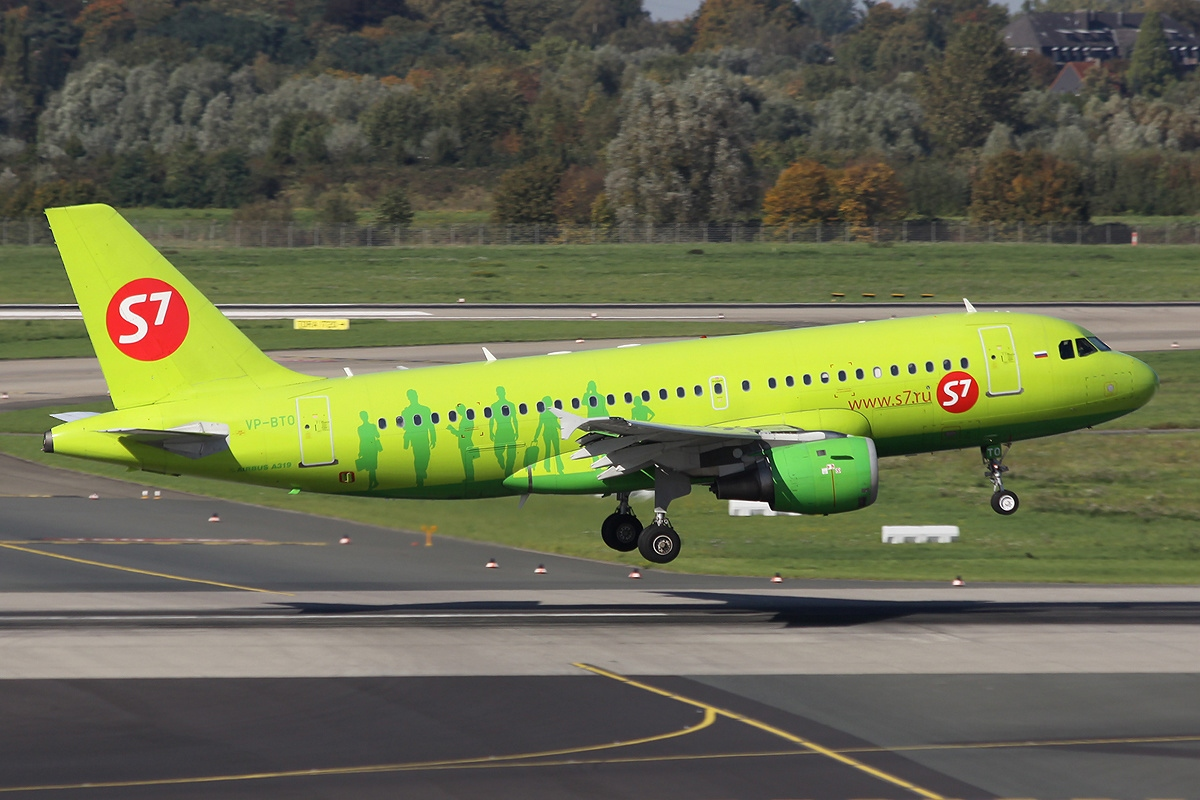
Airbus A319 S7 Airlines в Дюссельдорфе

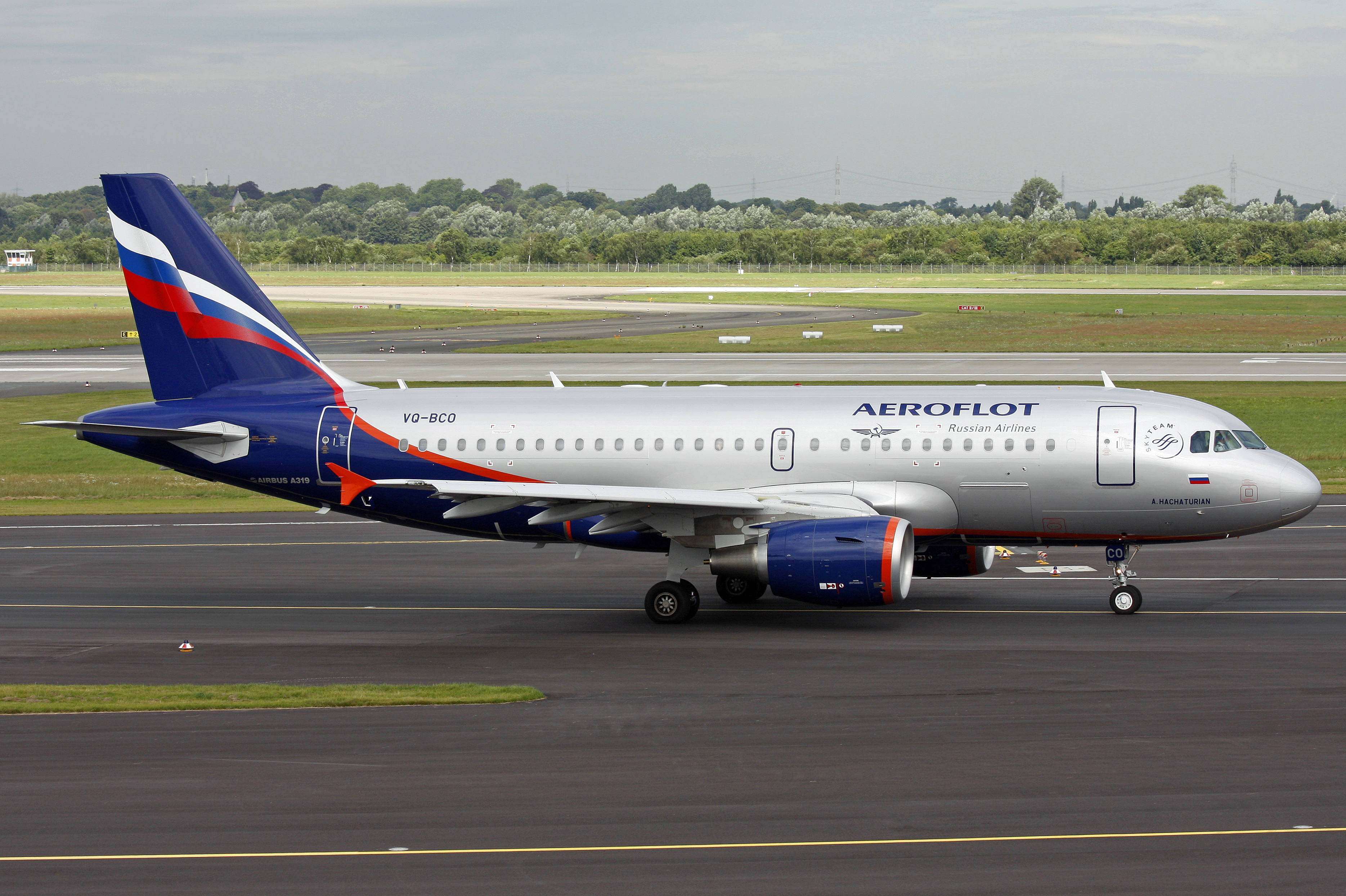
Airbus A319 Аэрофлота на рулёжной дорожке

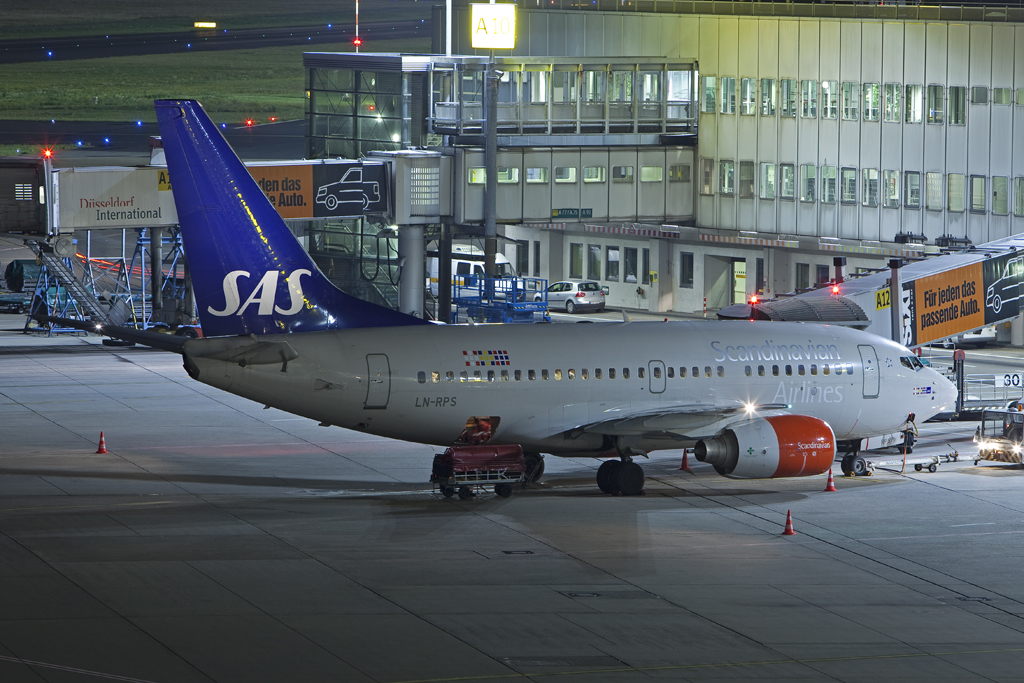
Boeing 737-600 Scandinavian Airlines у терминала A

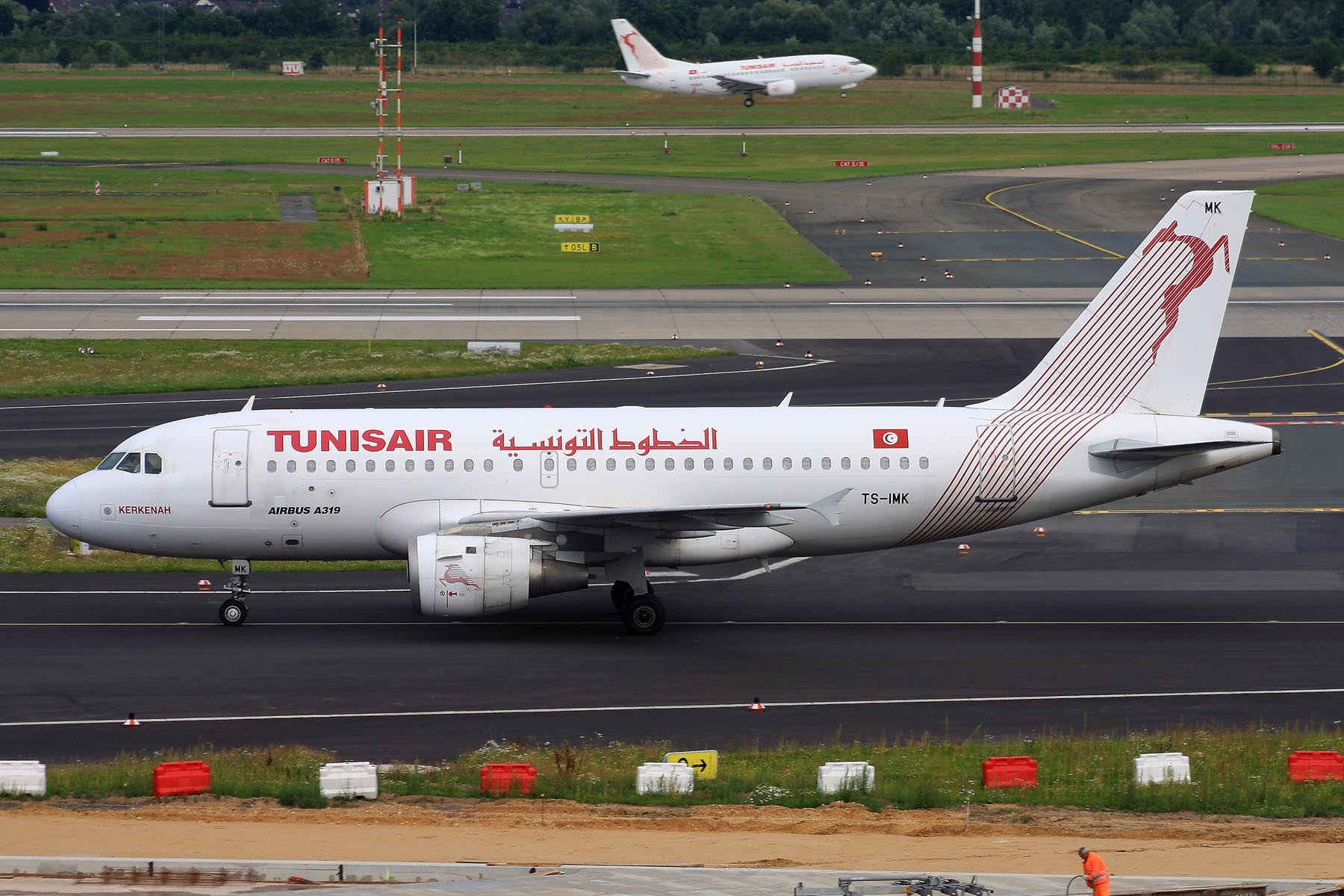
Airbus A319 Tunisair на рулёжной дорожке

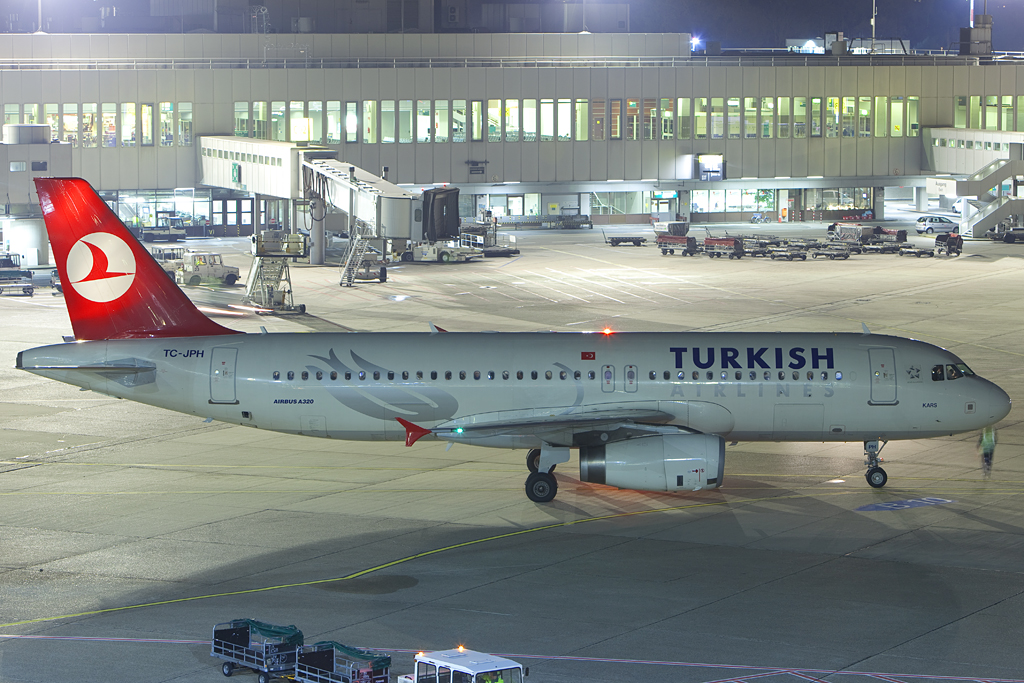
Airbus A320 Turkish Airlines на рулении к терминалу

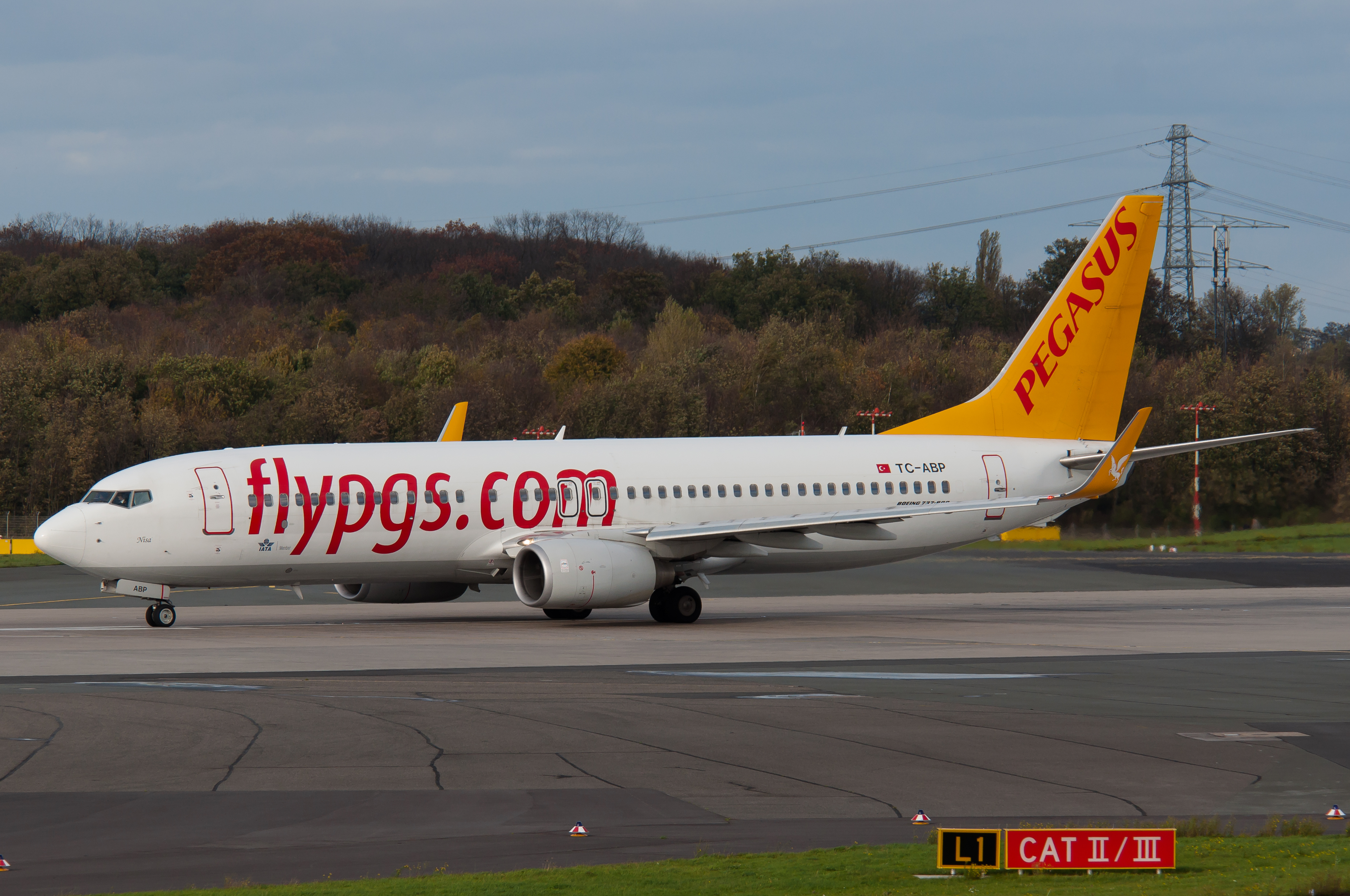
Boeing 737-800 Pegasus Airlines в Дюссельдорфе

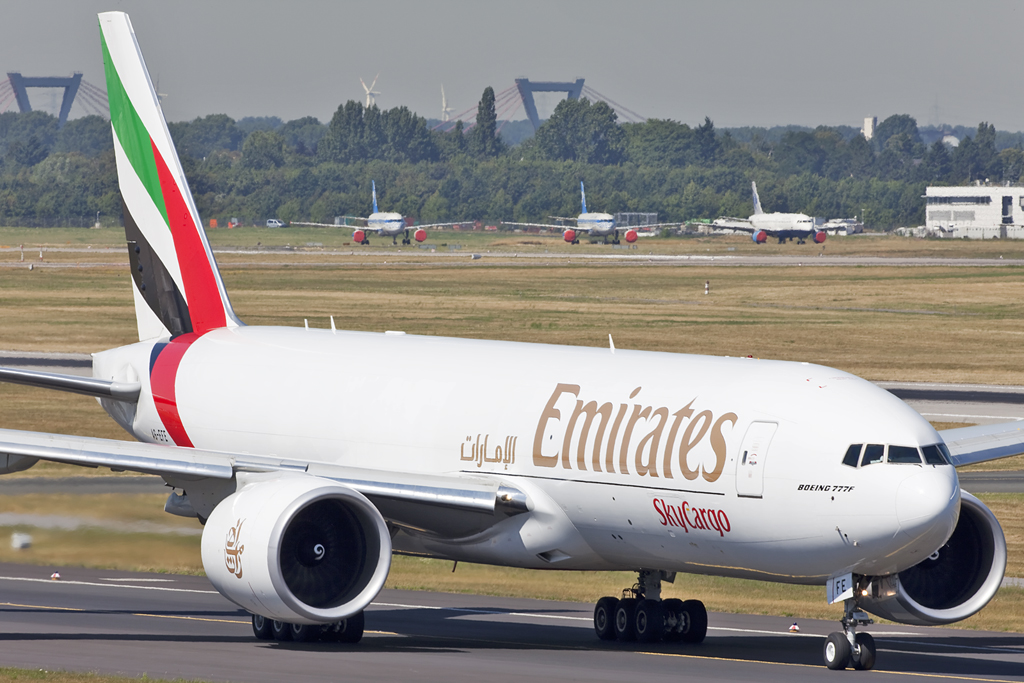
Грузовой Boeing 777 Emirates SkyCargo в Дюссельдорфе

На ноябрь 2023 года аэропорт обслуживает следующие авиакомпании:

### Грузовые
На октябрь 2024 года аэропорт не обслуживает грузовые рейсы.

### Экономическое состояние
Оператором аэропорта является общество с ограниченной ответственностью Flughafen Düsseldorf GmbH с уставным капиталом в 25 564 594,06 евро (50 миллионов немецких марок). Долями в компании владеют:
- 50 % — город Дюссельдорф
- 50 % — Airport Partners GmbH

В свою очередь по 40 % Airport Partners GmbH принадлежат компаниям AviAlliance GmbH  (ранее принадлежавшая Hochtief, а в настоящее время — канадскому пенсионному фонду Public Sector Pension Investment Board) и Aer Rianta International plc (дочерняя компания ирландского государственного оператора Dublin Airport Authority plc), а 20 % — AviAlliance Capital Co. KGaA .
При обороте в 429,2 миллиона евро чистая прибыль дюссельдорфского аэропорта в 2013 году составила 34,5 млн евро. В аэропорту работают 2223 человека.

## Наземный транспорт

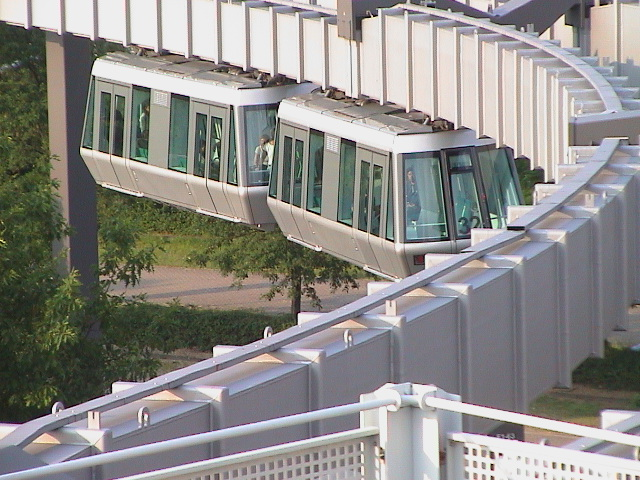
SkyTrain

Аэропорт расположен в северной части Дюссельдорфа, в районе Лёхаузен (5-й округ), неподалёку от Дюссельдорфской ярмарки и на границе с соседними городами — Дуйсбургом, Ратингеном и Меербушем.
Возле аэропорта проходит автобан A44, который отдельная Y-образная транспортная развязка (31 Düsseldorf-Flughafen) связывает прямо с аэропортом. А44 проходит в направлении с запада на восток (Ахен — Ратинген) и неподалёку от аэропорта пересекается с автобанами A52 (Эссен — Рурмонд), A57 (Кёльн — Ниймеген) и A3 (Эммерих — Кёльн — Франкфурт-на-Майне — Нюрнберг — Пассау), а также федеральной трассой 8 (8n), обходящей аэропорт вдоль его западной и северной границ и переходящей в автобан A59, ведущий в Дуйсбург.
В северо-восточной части аэропорта, в 2.5 километрах от здания терминала на железнодорожной ветке Кёльн — Дуйсбург находится вокзал «Дюссельдорфский аэропорт», где ежедневно останавливаются около 300 поездов ближнего и дальнего следования. Терминалы, парковки и вокзал связывает автоматическая монорельсовая подвесная дорога SkyTrain.
Под терминалом C расположена железнодорожная станция «Терминал аэропорта Дюссельдорф». Курсирующая в дневное с 20-минутным тактом городская электричка S11 обеспечивает прямую связь терминалов с центральными вокзалами Дюссельдорфа и Кёльна.

## Комментарии
1. ↑  На территории современного музея "Кунстпаласт"
2. ↑  Расчёт базируется на установленном Бундесбанком курсе 1 EUR = 1,95583 DM